# 游钧
游钧（1966年1月—），男，汉族，湖北麻城人，中华人民共和国政治人物。武汉大学空间物理系毕业，理学学士；武汉大学管理学院研究生毕业，经济学硕士，1991年7月参加工作，1987年1月加入中国共产党。现任中共北京市委副书记。

## 简历

### 劳动人社
游钧硕士毕业后进入中华人民共和国劳动部工作，之后在劳动部（及后来的劳动和社会保障部、人力资源和社会保障部）工作多年，也曾在国务院办公厅任职。他曾在太原钢铁公司特钢厂、安徽省黄山市挂职。2015年7月任中华人民共和国人力资源和社会保障部副部长、党组成员。

### 北京
2021年10月，任中共北京市委常委、统战部部长。2023年1月，转任中共北京市委教育工委书记。2023年11月，转任中共北京市委组织部部长。2025年2月，任中共北京市委副书记，至6月免兼组织部部长。